# Kalimorpha globa
Kalimorpha globa är en insektsart som beskrevs av Nielson 1979. Kalimorpha globa ingår i släktet Kalimorpha och familjen dvärgstritar. Inga underarter finns listade i Catalogue of Life.